# 석송 3·1만세유적지
석송 3·1만세유적지는 대한민국 충청남도 공주시 정안면에 있다. 2010년 4월 15일 공주시의 향토문화유적 제29호로 지정되었다.